# Germantown (Maryland)

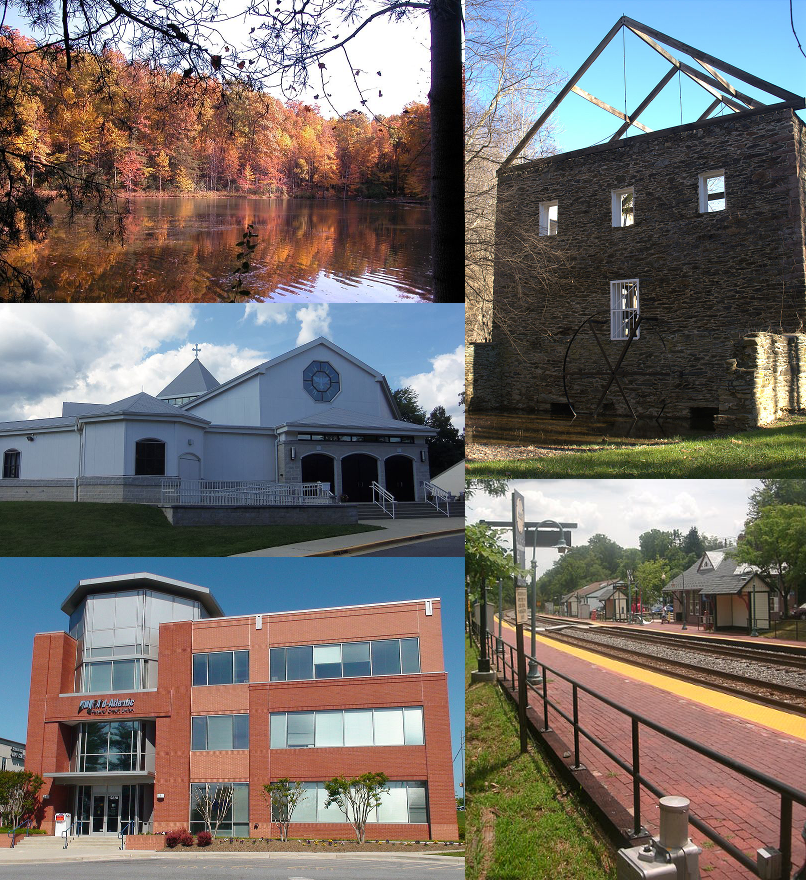
Germantown

Germantown és una urbanització designada pel cens a Montgomery County, Maryland als Estats Units. És el sisè DPC (designat pel cens) més poblat a Maryland amb una població estimada de 85,000 el 2005.

## Cultura popular
- Germantown ha sortit a diversos episodis de la sèrie de televisió, The X-Files.
- Germantown també ha aparegut en un video-joc del 2008, Fallout 3.